# Polycarpon apurense
Polycarpon apurense là loài thực vật có hoa thuộc họ Cẩm chướng. Loài này được Kunth miêu tả khoa học đầu tiên năm 1823.